# Malcolm Deas
Malcolm Douglas Deas, Orden del Imperio Británico (OBE) (Charminster, Dorset, 24 de abril de 1941-29 de julio de 2023) fue un historiador británico, especializado en el estudio de América Latina, en general, y Colombia, en particular.Enseñó en la Universidad de Oxford durante casi cinco décadas, hasta su jubilación en 2008, en donde siempre fomentó la formación de colecciones sobre América Latina en la Biblioteca Bodleiana. Fue uno de los miembros iniciales del Centro de Estudios Latinoamericanos del St Antony's College, fundado por Sir Raymond Carr en la década de 1960, además de ser en varias ocasiones su directory profesor de historiadores colombianos reconocidos como Margarita Garrido, Jorge Orlando Melo, Eduardo Posada Carbó y Marco Palacios.

## Biografía
Malcolm D. Deas nació el 24 de abril de 1941 en Charminster, Dorset, como hijo de Walter Malcolm Deas and Anne Findlay Pigé-Leschellas. Su padre murió en 1946, sirviendo con el Royal Tank Regiment en la Segunda Guerra Mundial, en Alemania.
Estudió historia moderna en New College, Oxford (1962), y se convirtió en miembro de All Souls College (1962 - 1966) y St Antony's College, donde sería nombrado como profesor emérito en la década de 2010. 
Sus primeros viajes a Colombia los realizó a finales de 1963 para estudiar la historia colombiana del siglo XIX, en sus primeros años como República. Para ello, se acercó a historiadores como Luis Ospina Vásquez, Jaime Jaramillo Uribe, Germán Colmenares y Jorge Orlando Melo.
Desde 1963, visitó el país innumerables veces, hasta llegar a instalarse por temporadas y a nacionalizarse en 2008. Deas fue considerado una mirada heterodoxa dentro de la historiografía colombiana, no solo en el Norte Global sino también en Colombia. Publicó extensamente sobre la historia del país, tanto en libros como en revistas académicas y en publicaciones de mayor alcance como The New Statesman, The Listener, The Spectator, The London Review of Books, The Times, El Tiempo y El Espectador
Un amante del relato y de la escritura cuidadosa, durante su carrera, Deas construyó completas y complejas interpretaciones sobre diversas temáticas, como la formación de las instituciones, el caciquismo y el modelo democrático del país, su historia fiscal, las guerras civiles, el papel del café en la economía, sus políticas de seguridad, la interacción entre política local y nacional, y los orígenes e interpretaciones de la violencia, entre otros temas.  Su interés era construir análisis históricos que fueran más allá del fatalismo, la idea de la "cultura violenta" de los colombianos, y la noción de que "nada podía hacerse" para resolver estos problemas
Además, fue un interesado en la literatura y la cultura visual colombiana, por lo que fue un asiduo visitante de anticuarios y librerías de segunda mano en Bogotá, en búsqueda de viejos documentos, fotografías y textos de gramática escritos por gramáticos como Rufino J. Cuervo, y políticos como Miguel Antonio Caro, Santiago Pérez, Rafael Uribe Uribe, y José Manuel Marroquín.Según el filósofo Sergio Jaramillo Caro, "Cómo se evapora un ejército", de Ángel Cuervo, era uno de sus libros favoritos
Según el historiador Gustavo Bell Lemus, "aunque la historia política fue el tema dominante de su producción académica, se ocupó de la pintura y la fotografía como testimonios históricos de las costumbres de nuestros pueblos". Por ello, en 2010, curó la exposición Historia de Colombia a través de la fotografía, 1842-2010, del Banco de la República.
En palabras de Sergio Jaramillo Caro, <<nadie como él nos ha puesto de presente “la improbabilidad de Colombia”: el hecho de que en unas tierras aisladas y vastas y montañosas y sin lazos con el comercio internacional, y por tanto pobres y con un Estado “famélico y escueto”, echara raíz una república que, con todas las dificultades, mantuviera casi constantemente un gobierno civil y se convirtiera con el tiempo en una democracia moderna>>.
En medio del contexto de enfrentamiento entre el Estado colombiano y el narcotráfico, particularmente con Pablo Escobar, entre 1990 y 1994, fue asesor para el diseño de políticas de reducción de la violencia y refuerzo de la seguridad y defensa durante el gobierno del presidente colombiano César Gaviria. Su trabajo allí le mereció la Cruz de Boyacá de Colombia y una Orden del Imperio Británico. Además, fue nombrado miembro de la Orden de Andrés Bello (Venezuela) y de la Orden del Mérito (Ecuador), y, en 2008, recibió un doctorado honoris causa por parte de la Universidad de los Andes, Bogotá. En esa oportunidad, el historiador Gustavo Bell Lamus, en ese momento vicepresidente de Colombia, lo denominó "un colombiano por conocimiento, pasión y convicción"
También en 2008, durante el gobierno de Álvaro Uribe Vélez, recibió la nacionalidad colombiana "por su destacada contribución académica para la comprensión de la realidad nacional". En esa ocasión, el economista colombiano Santiago Montenegro Trujillo calificó a Deas de "colombiano ilustre".
Malcolm Deas murió, a la edad de 82 años, el 29 de julio de 2023.

## Obras publicadas
- Tipos y costumbres de la Nueva Granada (colección de acuarelas), con Efraín Sánchez y Aida Martínez, Bogotá, 1989.
- La presencia de la política nacional en la vida provinciana, pueblerina y rural de Colombia en el primer siglo de la República. (México: El Colegio de México, 1993).
- Santander y los ingleses 1832-1840 (Bogotá: Fundación Francisco de Paula Santander, 1991).
- Del poder y la gramática: y otros ensayos sobre historia, política y literatura colombianas (Bogotá: Tercer Mundo Editores, 1993).
- Dos ensayos especulativos sobre la violencia en Colombia (Bogotá: Fonade, 1995) con Fernando Gaitán Maza,
- Vida y opiniones de Mr. William Wills, 1996
- Intercambios violentos: reflexiones sobre la violencia política en Colombia, 1999
- La paz y sus principios, Eduardo Posada Carbó, Malcolm Deas y Charles Powell, 2002.
- Historia de Colombia a través de la fotografía, 1842-2010. Banco de la República, 2010.
- Las fuerzas del orden y once ensayos de historia de Colombia y las Américas, 2017
- Barco, 2019
- Los colombianos, 2023.